# 昆卡山脈

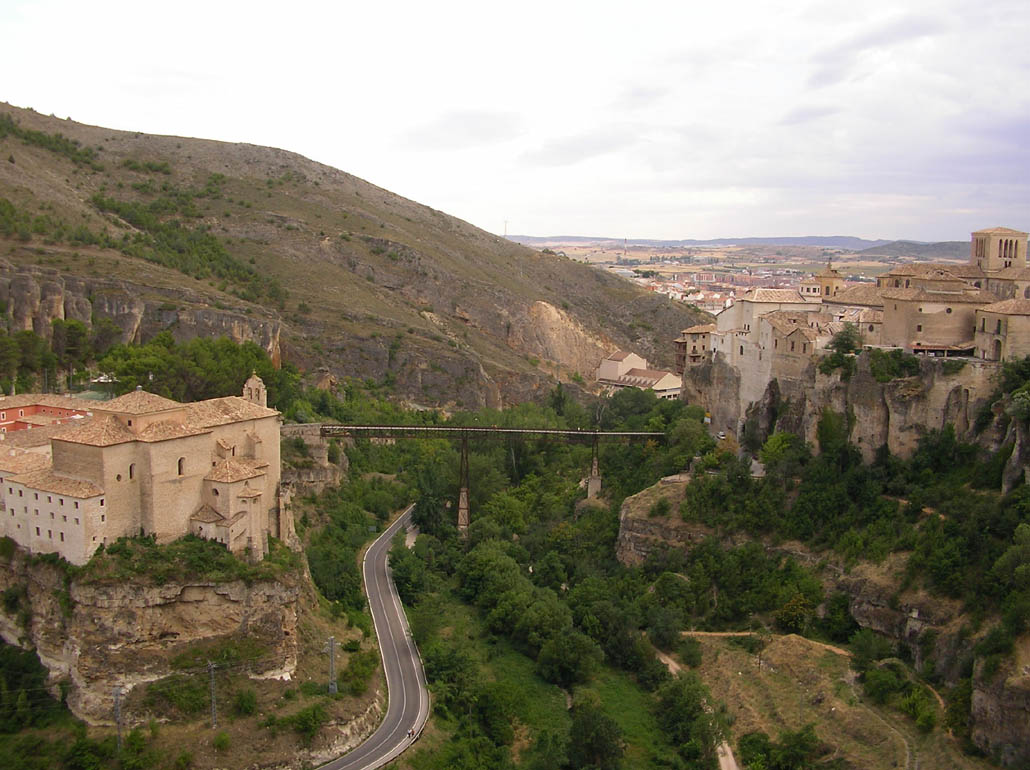

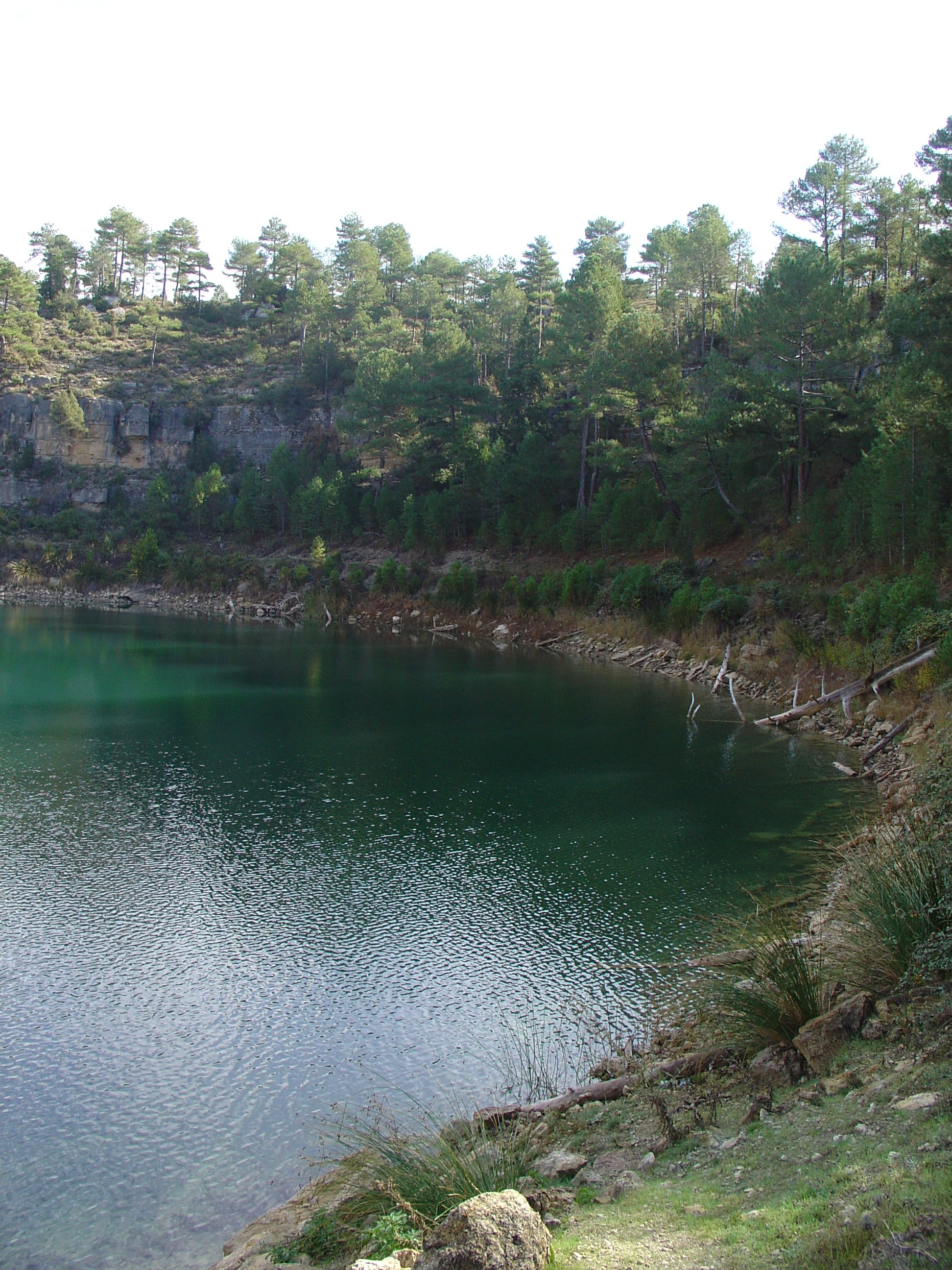

昆卡山脈（西班牙語：Serranía de Cuenca），是西班牙的山脈，橫跨昆卡省東北部和特魯埃爾省以南，屬於伊比利亞山脈的一部分，該山脈最高點海拔高度为1,839米。